# Kids' Choice Awards 2009
La 21ª edizione dei Nickelodeon Kids' Choice Awards si è svolta il 28 marzo 2009 presso il Pauley Pavilion di Los Angeles e trasmesso in diretta dalla rete statunitense di Nickelodeon.
L'orange carpet ha visto la conduzione di Lily Collins, Pick Boy e JJ e anche l'esibizione della cantante e attrice Miranda Cosgrove. La premiazione è stata condotta da Dwayne Johnson e ha visto le esibizioni dei Jonas Brothers con "SOS" e "Burnin' Up" e delle Pussycat Dolls con i brani "Jai Ho! (You Are My Destiny)" e "When I Grow Up".
Le candidature sono state annunciate il 3 marzo 2009 e rese definitive l'8 marzo dopo che il nome di Chris Brown è stato eliminato dalle candidature per "Miglior cantante uomo" a causa delle aggressioni rivolte all'allora fidanzata Rihanna avvenute il 5 marzo.
Lo show è stato seguito in diretta da 7,1 milioni di spettatori e in differita da 228 milioni di telespettatori internazionali attraverso le reti locali di Nickelodeon.

## Candidature
I vincitori sono in grassetto.

### Televisione

#### Serie TV preferita
- iCarly
- Hannah Montana
- Zack e Cody al Grand Hotel
- Zoey 101

#### Attore televisivo preferito
- Dylan Sprouse – Zack e Cody al Grand Hotel
- Cole Sprouse – Zack e Cody al Grand Hotel
- Nat Wolff – The Naked Brothers Band
- Jason Lee – My name is Earl

#### Attrice televisiva preferita
- Selena Gomez – I maghi di Waverly
- Miranda Cosgrove – iCarly
- Miley Cyrus – Hannah Montana
- America Ferrera – Ugly Betty

#### Serie animata preferita
- SpongeBob
- Due Fantagenitori
- Phineas e Ferb
- I Simpson

#### Reality show preferito
- American Idol
- America's Next Top Model
- Are You Smarter than a 5th Grader?
- Deal or No Deal

### Cinema

#### Film preferito
- High School Musical 3: Senior Year, regia di Kenny Ortega
- Racconti incantati (Bedtime Stories), regia di Adam Shankman
- Il cavaliere oscuro (The Dark Knight), regia di Christopher Nolan
- Iron Man, regia di Jon Favreau

#### Attore cinematografico preferito
- Will Smith – Hancock
- Jim Carrey – Yes Man
- Adam Sandler – Racconti incantati
- George Lopez – Beverly Hills Chihuahua

#### Attrice cinematografica preferita
- Vanessa Hudgens – High School Musical 3: Senior Year
- Jennifer Aniston – Io & Marley
- Anne Hathaway – Agente Smart - Casino totale
- Reese Witherspoon – Tutti insieme inevitabilmente

#### Film d'animazione preferito
- Madagascar 2 (Madagascar: Escape 2 Africa), regia di Eric Darnell e Tom McGrath
- Kung Fu Panda, regia di Mark Osborne e John Stevenson
- WALL•E, regia di Andrew Stanton
- Bolt - Un eroe a quattro zampe (Bolt), regia di Chris Williams e Byron Howard

#### Voce in un film d'animazione preferita
- Jack Black – Kung Fu Panda
- Jim Carrey – Ortone e il mondo dei Chi
- Ben Stiller – Madagascar 2
- Miley Cyrus – Bolt - Un eroe a quattro zampe

### Musica

#### Gruppo musicale preferito
- Jonas Brothers
- Daughtry
- Linkin Park
- Pussycat Dolls

#### Cantante maschile preferito
- Jesse McCartney
- T-Pain
- Kid Rock

#### Cantante femminile preferita
- Miley Cyrus
- Alicia Keys
- Beyoncé
- Rihanna

#### Canzone preferita
- Single Ladies (Put a Ring on It) – Beyoncé
- I Kissed a Girl – Katy Perry
- Don't Stop the Music – Rihanna

### Sport

#### Atleta maschile preferito
- Peyton Manning
- LeBron James
- Michael Phelps
- Tiger Woods

#### Atleta femminile preferita
- Candace Parker
- Danica Patrick
- Serena Williams
- Venus Williams

### Miscellanea

#### Videogioco preferito
- Guitar Hero World Tour
- Mario Kart Wii
- Mario Super Sluggers
- Rock Band 2

#### Libro preferito
- Twilight
- Harry Potter
- Diario di una schiappa
- Diario di una schiappa: Do it yourself book

### The Big Help Award
- Leonardo DiCaprio